# 嘉村健士
嘉村 健士（かむら たけし、1990年2月14日 - ）は、日本の男子バドミントン選手。佐賀県唐津市出身。右利き。唐津市立長松小学校、唐津市立第一中学校、熊本県立八代東高等学校、早稲田大学スポーツ科学部卒業。トナミ運輸バドミントン部所属。2013年から日本代表に選出されている。2016年香港オープンで初のスーパーシリーズ優勝を果たす。

## 経歴
小学2年でバドミントンを始め、長松小学校、唐津市立第一中学校では七山モンキーズに所属。
早稲田大学では、2008年、2010年の2回、インカレでダブルス優勝（パートナーは上田拓馬）。
大学卒業後は、トナミ運輸に入社。
2011年、大阪国際で混合ダブルス優勝（パートナーは米元小春）。マレーシア国際で男子ダブルス（パートナーは園田啓悟）優勝。
2012年、大阪国際、カナダ・オープン、スコットランドオープンで男子ダブルス優勝。全日本社会人で男子ダブルス優勝。全日本総合で混合ダブルス優勝。
2013年、USオープンで男子ダブルス優勝。
2016年、香港オープンで男子ダブルス優勝
2020年東京オリンピックバドミントン男子ダブルスでは園田啓悟とダブルスを組み、準々決勝まで進んだが、インドネシアのセティアワン、アッサン組に14－21、21－16、9－21で敗れ4強入りはならなかった。
2021年8月、元富山テレビ放送アナウンサーの岡部里香との結婚を自身のSNSで発表した。
2022年4月、ヨネックスのHPにてヨネックスバドミントンチームのコーチに就任することを発表。